# Chinnamanur
Chinnamanur é uma cidade e um município no distrito de Theni, no estado indiano de Tamil Nadu.

## Geografia
Chinnamanur está localizada a 9° 50′ N, 77° 23′ L. Tem uma altitude média de 375 metros (1230 pés).

## Demografia
Segundo o censo de 2001,  Chinnamanur  tinha uma população de 38,327 habitantes. Os indivíduos do sexo masculino constituem 50% da população e os do sexo feminino 50%. Chinnamanur tem uma taxa de literacia de 72%, superior à média nacional de 59.5%; with male literacy of 79% and female literacy of 65%. 11% da população está abaixo dos 6 anos de idade.